# Eyad Ismoil
Eyad Ismoil (em árabe : اياد اسماعيل ), também transliterado como Eyad Ismail (nascido por volta de 1971), é um cidadão jordaniano que, por seu papel no atentado de 1993 ao World Trade Center, foi condenado pelo Tribunal Distrital dos Estados Unidos para o Distrito Sul de Nova York de conspiração em 1997.

## Inicio de vida
Nascido na Jordânia, Ismoil cursou o ensino médio na Jordânia. Ele entrou nos Estados Unidos em 1989 com um visto de estudante para estudar engenharia na Universidade Estadual de Wichita, onde se matriculou no Intensive English Language Center para estudar inglês como segunda língua. Ismoil ultrapassou seu visto[carece de fontes?] e se mudou para Dallas, Texas. Em dezembro de 1992, ele foi contatado por Ramzi Ahmed Yousef, com quem ele se mudou para Nova York em 22 de fevereiro de 1993 para começar a se preparar para o ataque.

## Atentado ao World Trade Center
Em 26 de fevereiro de 1993, Ismoil, acompanhado por Yousef, levou uma van com explosivos para a garagem abaixo do World Trade Center, em Manhattan, Nova York. A van explodiu às 12:18 da tarde, matando seis pessoas, causando numerosos ferimentos e infligindo cerca de quinhentos milhões de dólares em danos ao WTC. Ismoil fugiu dos Estados Unidos naquela noite, assim como Yousef, em um voo separado.
Em agosto de 1995, Ismoil foi capturado pelas autoridades jordanianas em Amã e extraditado para os Estados Unidos para ser julgado em Nova York por seu papel no bombardeio.
De acordo com o advogado de Ismoil, Louis Aidala, Ismoil foi levado a cooperar com os outros, e de fato carregou os explosivos na van, pensando que estavam carregando suprimentos de limpeza. No entanto, o procurador David Kelly observou as impressões digitais de ambos os homens que haviam sido encontrados em um apartamento em Jersey City, Nova Jersey, onde a bomba havia sido fabricada, registros telefônicos e vídeos de vigilância de caixas eletrônicos ligando Ismoil e Yousef à compra de produtos químicos usados para criar explosivos.
Em 12 de novembro de 1997, Ismoil, Yousef e vários outros réus foram considerados culpados de conspiração.
Em 3 de abril de 1998, Ismoil foi sentenciado a 240 anos de prisão, multado em US $ 250.000 e obrigado a pagar US $ 10.000.000 em restituição. Ao longo do julgamento, Ismoil continuou a manter sua inocência, dizendo:
"Prive-me e você adicionará um número à lista errada. Mas não pense que vai descansar porque os tiranos sempre acabam em apuros."
A Ismoil está atualmente preso em ADX Florence, a Instalação Administrativa Máxima Penitenciária dos Estados Unidos (ADMAX) em Florence, Colorado (preso no. 37802-054). Sua data prevista de lançamento é 30 de agosto de 2204, efetivamente uma sentença de prisão perpétua.